# Vanessa atalanta
L'atalanta (Vanessa atalanta (Linnaeus, 1758)), nota anche come vulcano, è un lepidottero appartenente alla famiglia Ninfalidi, diffuso nelle zone temperate di Eurasia e Nord America.

## Descrizione

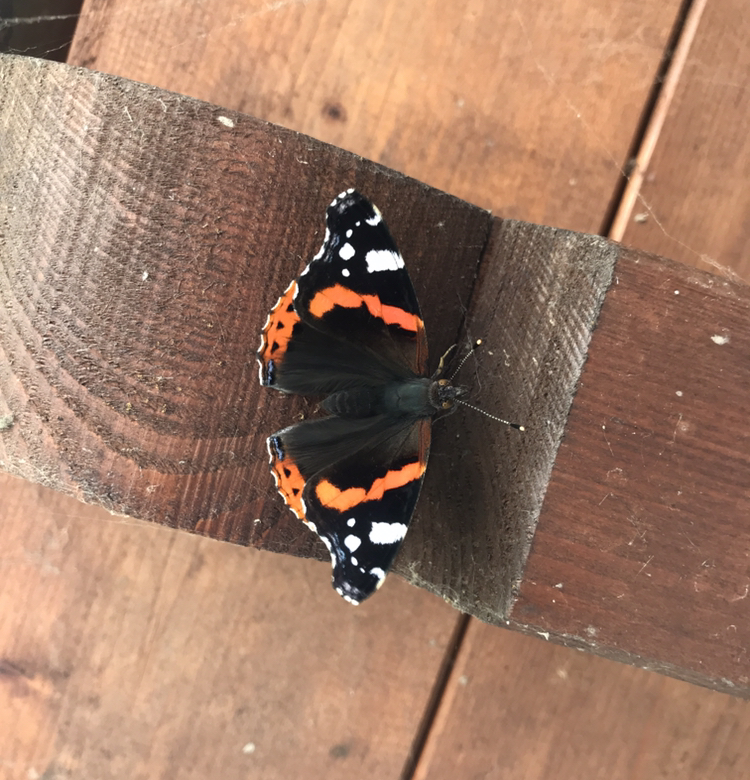
Farfalla Vanessa su una trave di legno

Questa grande farfalla si riconosce dal vivace motivo color marrone scuro, bianco e arancione, con due piccole macchie indaco, delle sue ali, che raggiungono l'apertura media di 45–50 mm. L'adulto di questa specie vive per circa undici mesi.

## Biologia
Il bruco si nutre di foglie di ortica, mentre gli esemplari adulti prediligono le infiorescenze di piante come la Buddleja e la frutta in avanzata fase di maturazione.
Questa specie vive abitualmente in zone temperate, ma effettua delle migrazioni verso nord in primavera e occasionalmente in autunno - poi in direzione inversa.
È una delle ultime specie di farfalle avvistabili in nord Europa prima dell'arrivo dell'inverno, spesso mentre si posa sui fiori dell'edera nelle giornate di sole. Nel 2017 è stato lanciato un progetto europeo, da un gruppo di ricercatori dell'Università di Berna, per la mappatura di dettaglio della sua diffusione: i suoi avvistamenti da parte di appassionati entomologi potranno essere comunicati tramite un sistema di portali web e applicazioni sviluppate per i dispositivi mobili.
La Vanessa atalanta è anche nota per essere capace di cadere in stato di ibernazione; la colorazione degli esemplari che riemergono da questo stato è notevolmente più scura rispetto a quella dei nati in primavera. La farfalla, specialmente nelle zone dell'Europa meridionale, è comunque in grado di alzarsi in volo anche d'inverno se il tempo è bello.

## Galleria d'immagini

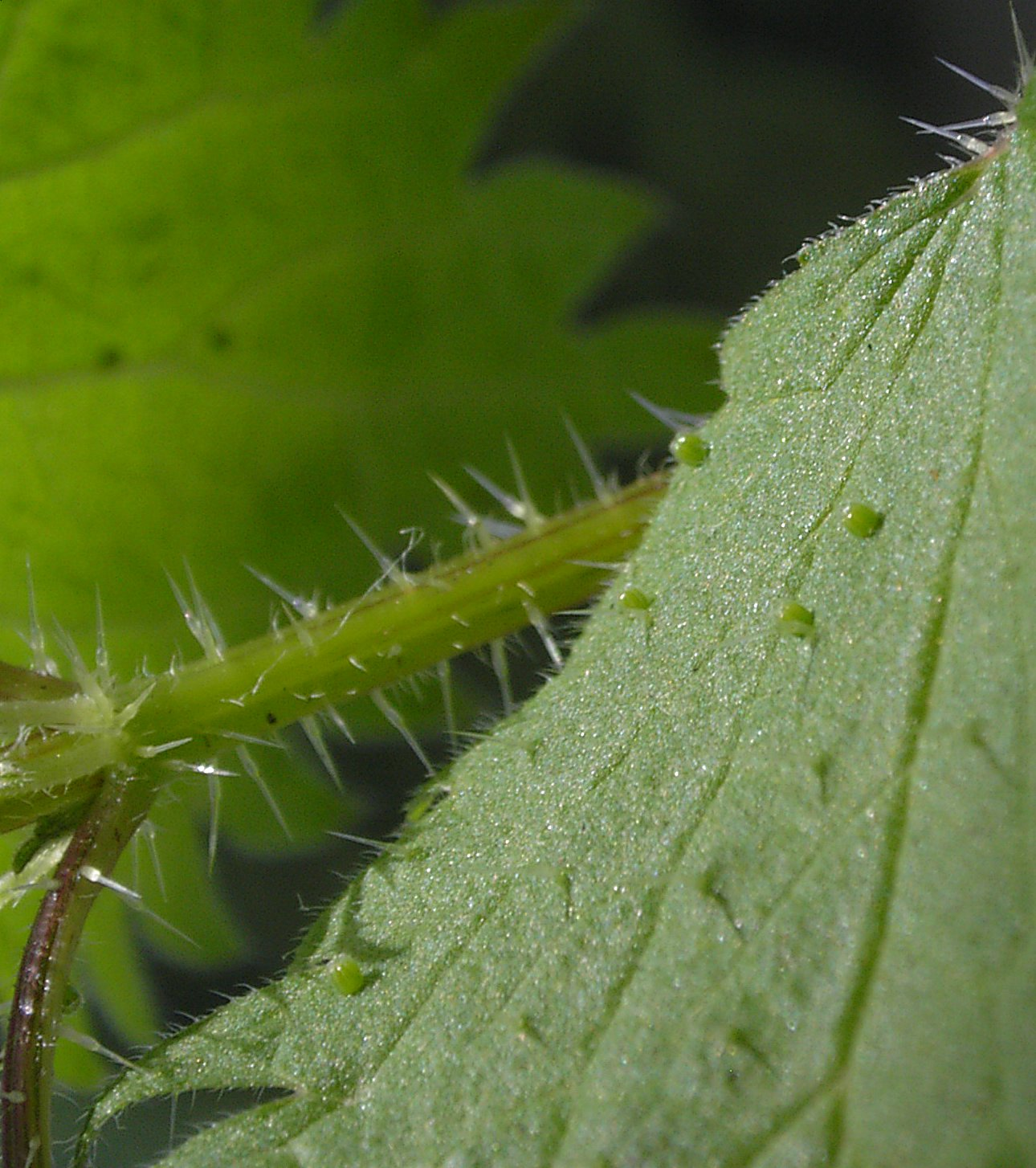
Uova
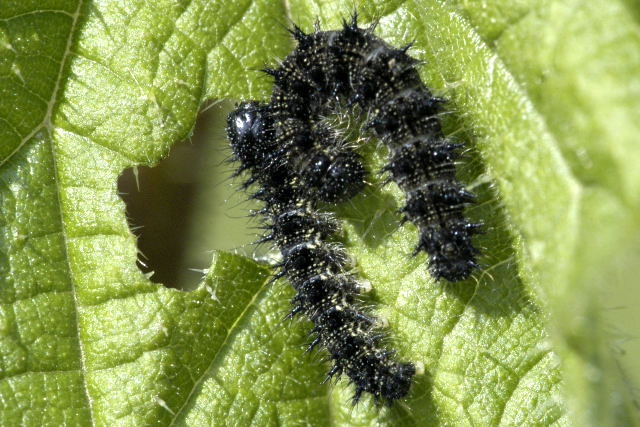
Bruchi appena nati
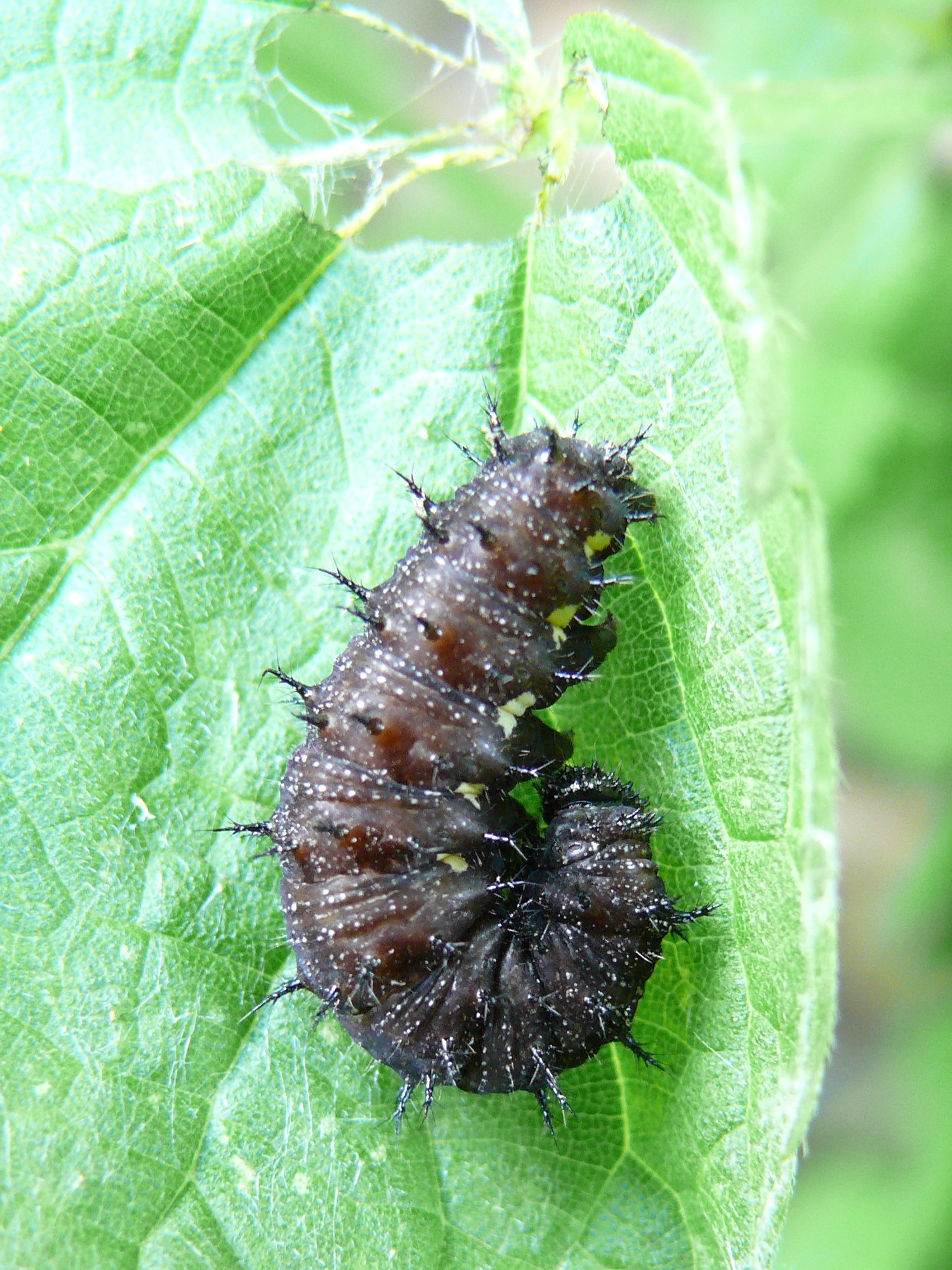
Bruchi adulti
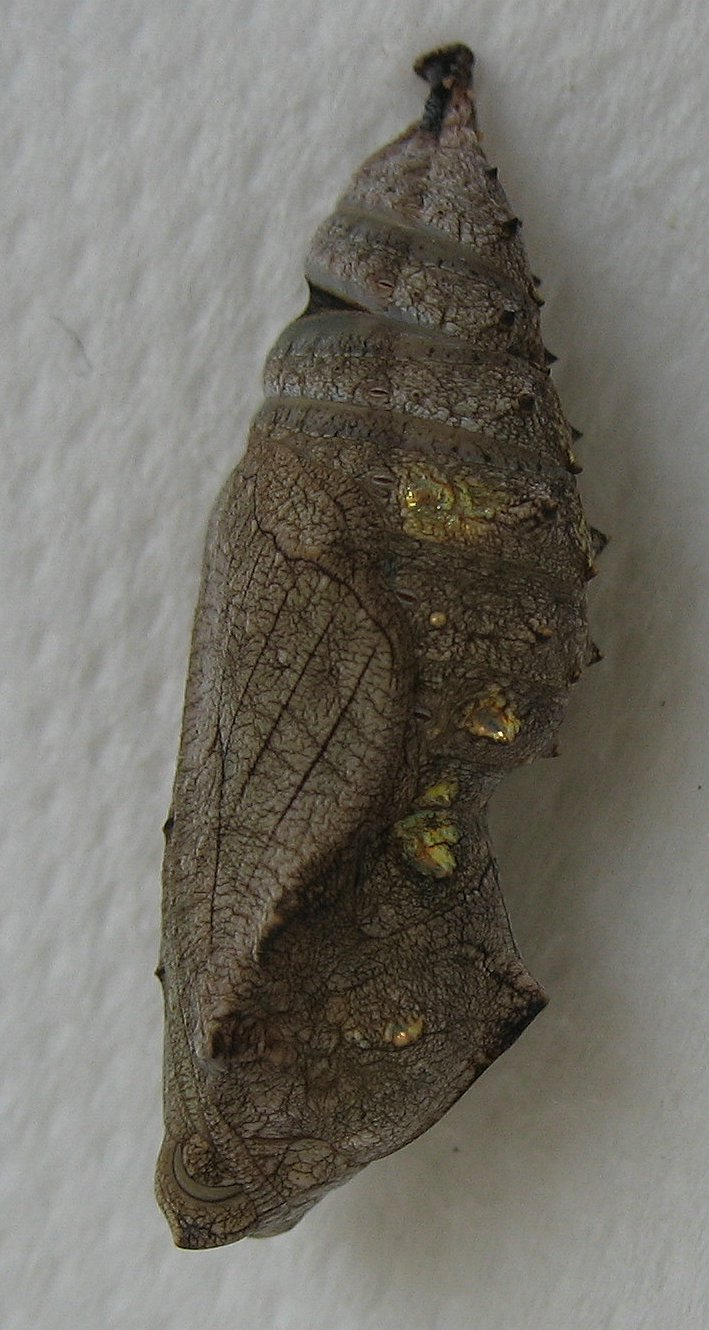
Crisalide
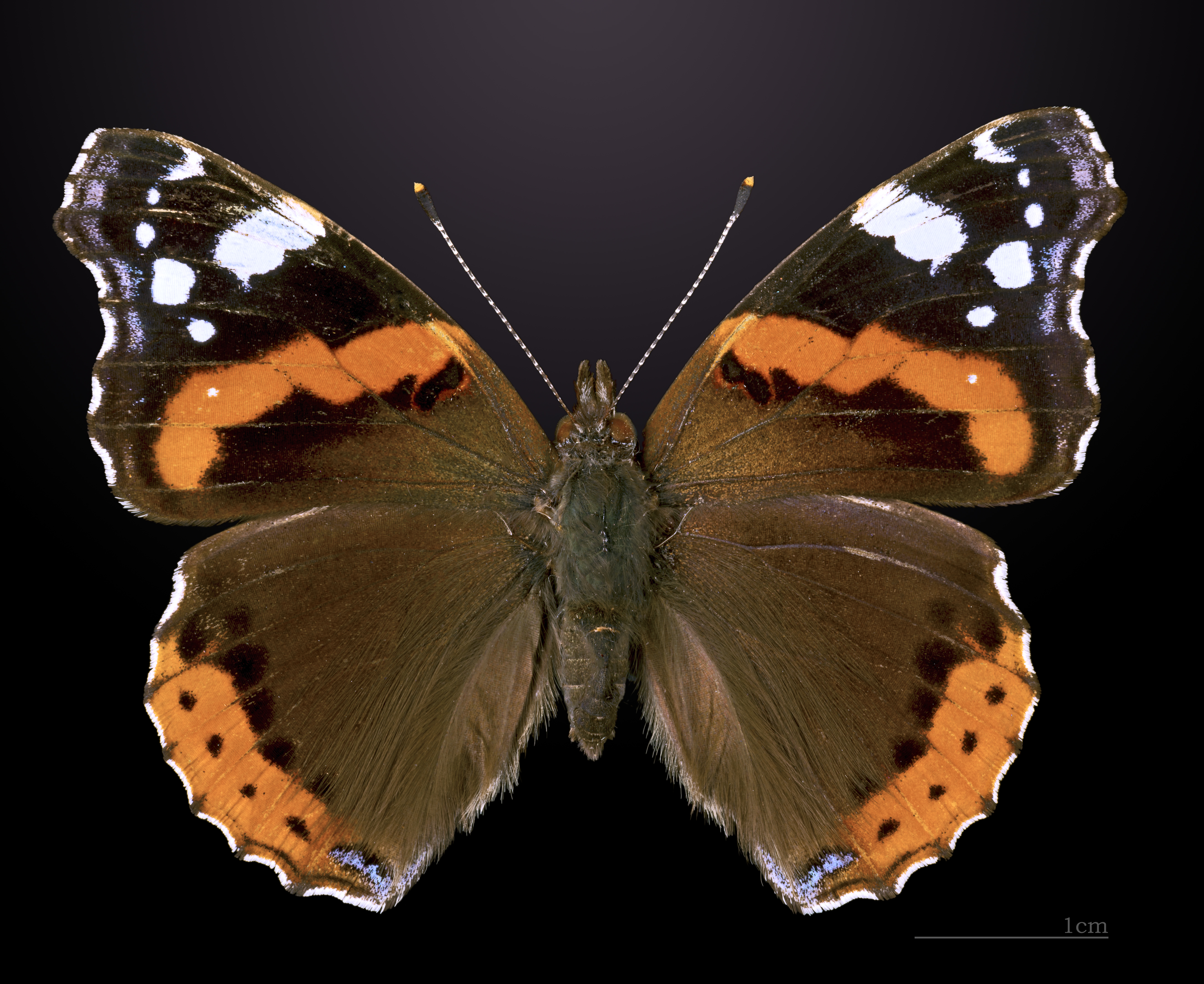
Vanessa atalanta
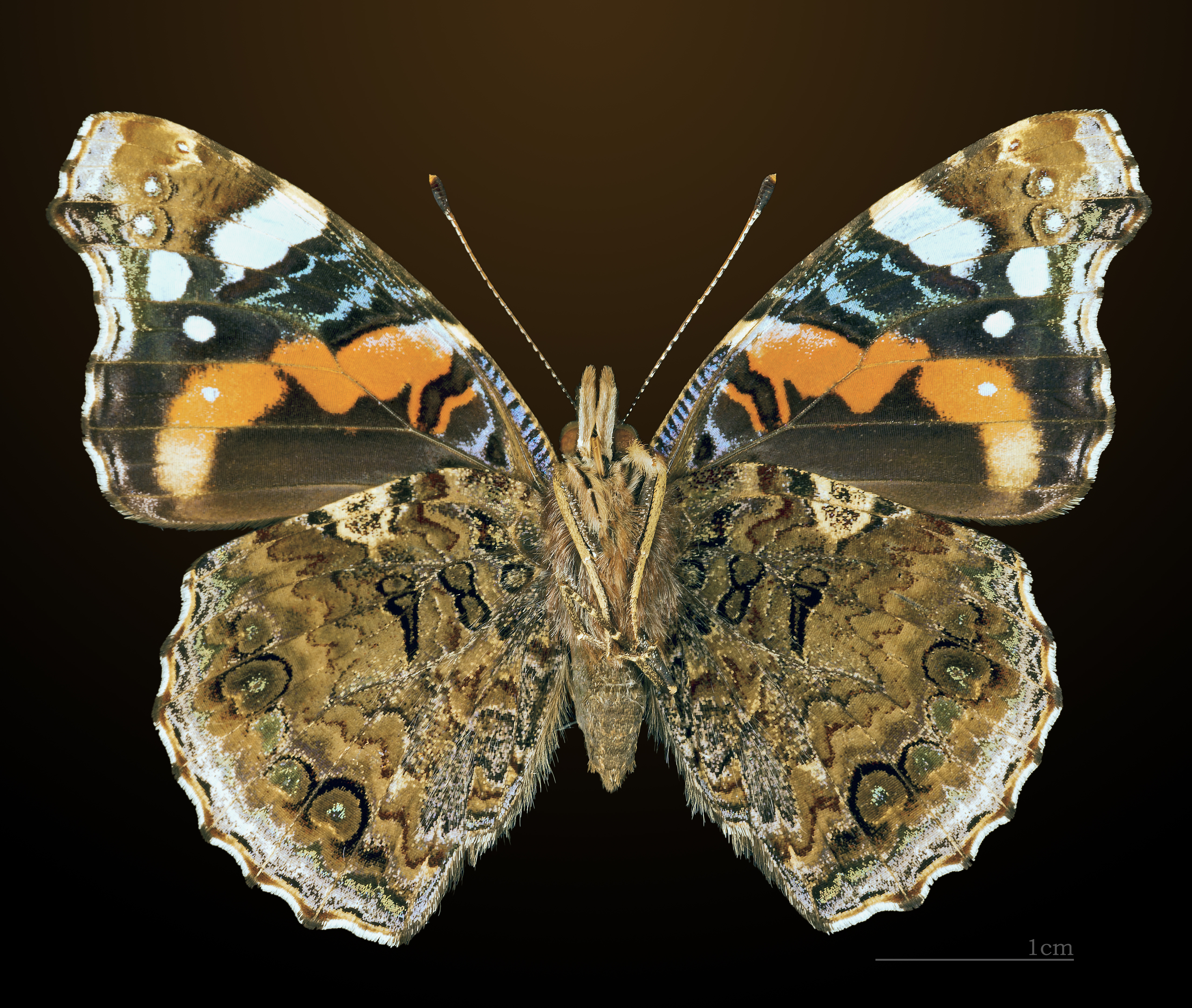
Vanessa atalanta △